# American Boy
American Boy ist ein Lied der britischen R&B-Künstlerin Estelle in Zusammenarbeit mit dem amerikanischen Rapper Kanye West. Das Lied wurde am 24. März 2008 als zweite Single aus ihrem Musikalbum Shine veröffentlicht. Bei den Grammy Awards 2009 wurde das Lied in der Kategorie „Best Rap/Sung Collaboration“ mit einem Grammy prämiert, außerdem war das Lied auch in der Hauptkategorie „Song of the Year“ für einen Grammy nominiert.
Das Lied wurde von Pitchfork Media auf Platz 238 der „500 besten Lieder der 2000er-Dekade“ gelistet.

## Hintergrund
Im Februar 2008 erklärte die Sängerin Estelle dem britischen R&B Songwriter Pete Lewis, wie das Lied entstand: „Wir hingen im Studio herum und machten Witze. Dann sagte John Legend zu mir „Warum schreibst du kein Lied darüber, wie du einen amerikanischen Jungen triffst?“ Also antwortete ich: „Gut, das ist sehr einfach, weil ich viele männliche Freunde in New York City habe.“ So schuf ich unwissend eine neue Damen-Hymne! Und Kanye brachte noch seine eigene Art für Humor dazu. Als erstes dachte er: „Wie soll ich über einen Dance-Beat rappen?“ Aber dann hat er es getan!“
Das Lied wurde von Kanye West, Keith Harris, Estelle, will.i.am, John Stephens, Caleb Speir, Josh Lopez und Kweli Washington geschrieben und von will.i.am produziert. Das Lied verwendet Passagen aus Impatient von will.i.ams Album Songs About Girls aus dem Jahr 2007.

## Coverversionen und Parodien
Vom Lied entstanden viele Coverversionen und Parodien:
- „Arab Friend“[5] von Bago Dago.
- „Canadian Boy“ von Famous und Andreena Mill
- „Cantonese Boy“[6] von Only Won und Larissa Lam.
- „Chinese Boy“[7] von Dave Soul.
- „Armenian Boy“[8] von Hamish & Andy.
- „Egyptian Boy“[9] von EgyptianG.
- „Somerset Boy“[10] von Chris Moyles.
- „Fake American Boy“[11] von Peven Everett.
- „Jamaican Boy“[12] von Bost & Bim ft. Brisa Roché & Lone Ranger.
- „American Boy“ John McCain[13]
- „Hungarian Boy“ von Ben & Tony.
- „Malaysian Boy“.
- „Chug Jug with You“ von Leviathan.

## Musikvideo
Das Musikvideo zu American Boy wurde in Schwarz-Weiß gedreht und zeigt verschiedene Tanzszenen zwischen Estelle und Kanye West. Außerdem haben viele Musiker Gastauftritte im Musikvideo, darunter John Legend, Kardinal Offishall, Taz Arnold von Sa-Ra, Naledge und Double-O von Kidz in the Hall, Danger Mouse, Consequence, Hi-Tek, Ryan Leslie, T.I., Brandon Hines, Terrence J von 106 & Park, LL Cool J und noch weitere. Regie führte Syndrome. Das Musikvideo wurde als „bestes britisches Musikvideo“ bei den MTV Video Music Awards 2008 nominiert.

## Kommerzieller Erfolg

### Chartplatzierungen
American Boy wurde in den weltweiten Charts bisher Estelles größter Charthit in ihrer Karriere. Insgesamt konnte sich die Single in 18 Ländern in den Charts platzieren. Im Vereinigten Königreich stieg das Lied in den britischen Charts auf Platz 72 ein. In der folgenden Woche fiel das Lied aus den Charts und stieg später direkt auf Platz 1 in den Charts wieder ein. Damit ist die Single Estelles erster Nummer-eins-Hit in ihrer Heimat, das Lied blieb für vier Wochen an der Chartspitze. American Boy blieb für 22 Wochen in den Charts und wurde die sechs meistverkaufte Single des Jahres 2008 im Vereinigten Königreich. In Irland erreichte das Lied Platz 2.
In den Vereinigten Staaten debütierte das Lied in den Billboard Hot 100 auf Platz 98, es ist damit die erste Single der Künstlerin, welche sich in den USA platzieren konnte. Nach einigen Wochen wurde das Lied auch in den USA ein großer Erfolg und erreichte in den offiziellen Charts Platz 9, damit ist ihr in den Staaten ihr erster Top-Ten-Hit gelungen und der kommerzielle Durchbruch gelungen. In den amerikanischen Downloadcharts erreichte das Lied Platz 8. In Kanada erreichte die Single ebenfalls Platz 9. In den Vereinigten Staaten verkaufte sich das Lied über 1.500.000 mal und wurde zweimal mit einer Platin-Schallplatte geehrt.
Weiterhin wurde die Single in unter anderem in Belgien, Dänemark, Deutschland, Brasilien und der Schweiz ein Charterfolg und erreichte in diesen Ländern Top-Ten-Platzierungen.
| ChartsChartplatzierungen       | Höchstplatzierung | Wochen |
| ------------------------------ | ----------------- | ------ |
| Deutschland (GfK)              | 5 (19 Wo.)        | 19     |
| Österreich (Ö3)                | 7 (26 Wo.)        | 26     |
| Schweiz (IFPI)                 | 5 (41 Wo.)        | 41     |
| Vereinigte Staaten (Billboard) | 9 (30 Wo.)        | 30     |
| Vereinigtes Königreich (OCC)   | 1 (44 Wo.)        | 44     |

| ChartsJahrescharts (2008)      | Platzierung |
| ------------------------------ | ----------- |
| Deutschland (GfK)              | 51          |
| Österreich (Ö3)                | 34          |
| Schweiz (IFPI)                 | 23          |
| Vereinigte Staaten (Billboard) | 39          |
| Vereinigtes Königreich (OCC)   | 6           |

### Auszeichnungen für Musikverkäufe
| Land/Region                  | Auszeichnungen für Musikverkäufe (Land/Region, Auszeichnung, Verkäufe) | Verkäufe  |
| ---------------------------- | ---------------------------------------------------------------------- | --------- |
| Australien (ARIA)            | Platin                                                                 | 70.000    |
| Belgien (BRMA)               | Gold                                                                   | 15.000    |
| Dänemark (IFPI)              | Platin                                                                 | 15.000    |
| Deutschland (BVMI)           | Gold                                                                   | 150.000   |
| Italien (FIMI)               | Gold                                                                   | 35.000    |
| Neuseeland (RMNZ)            | 3× Platin                                                              | 90.000    |
| Vereinigte Staaten (RIAA)    | 5× Platin                                                              | 5.000.000 |
| Vereinigtes Königreich (BPI) | 4× Platin                                                              | 2.400.000 |
| Insgesamt                    | 3× Gold · 14× Platin ·                                                 | 7.775.000 |

Hauptartikel: Kanye West/Auszeichnungen für Musikverkäufe